# Soe Falimaua
Soe Falimaua (11 febbraio 1978) è un ex calciatore samoano americano, di ruolo difensore.